# Strophurus assimilis
Espèce
Synonymes
- Diplodactylus assimilis Storr, 1988

Strophurus assimilis est une espèce de geckos de la famille des Diplodactylidae.

## Répartition
Cette espèce est endémique du Sud de l'Australie-Occidentale.

## Description
C'est un gecko insectivore, nocturne et terrestre.

## Publication originale
- Storr, 1988 : The Diplodactylus ciliaris complex (Lacertilia: Gekkonidae) in Western Australia. Records of the Western Australian Museum, vol. 14, n. 1, p. 121-133 (texte intégral).